# Pokémon Mundo misterioso: portales al infinito
Pokémon Mundo Misterioso: Portales al Infinito (ポケモン不思議のダンジョン マグナゲートと∞迷宮 Pokemon Fushigi no Danjon Magunagēto to Mugendai Meikyū?, lit. Pokémon Mystery Dungeon: Magnagate y el Laberinto Infinito), es un videojuego de rol desarrollado por Spike Chunsoft y publicado por The Pokémon Company y Nintendo para la Nintendo 3DS. Es la novena entrega de la serie Pokémon Mundo misterioso, y fue lanzado en Japón el 23 de noviembre de, 2012, en Norteamérica el 24 de marzo de 2013, en Europa el 17 de mayo de 2013 y en Australia el 18 de mayo de 2013.
Las reseñas del juego fueron mixtas, y recibió generalmente puntuaciones más bajas que sus predecesores.

## Modo de juego
Al igual que los otros videojuegos de Mundo misterioso, este presenta batalla basada en turnos en ambientes de mazmorras que cambian mientras el personaje del jugador, un humano convertido en un Pokémon, progresa a través de los pisos.

## Sinopsis
De forma similar a los anteriores juegos de Pokémon Mundo misterioso, el videojuego comienza con el jugador teniendo un sueño extraño y despertando como un Pokémon. Tras llegar, el jugador conoce un compañero Pokémon, quien intenta construir un "Paraíso Pokémon". En el proceso de lograrlo, harán amistad con muchos Pokémon.

## Recepción

### Crítica
El juego recibió generalmente reseñas mixtas desde su lanzamiento.

### Ventas
El juego ha vendido 374 000 copias en Japón hasta enero de 2013 y 298 000 copias en Estados Unidos hasta septiembre de 2013.

## Exlaces externos
- Página web oficial (en japonés)
- Pokémon Mundo misterioso: portales al infinito en Wikidex

- Datos: Q1527546